# Эпуас (сыр)
Эпуас (фр. Époisses) — французский мягкий сыр из коровьего молока.

## История
Эпуас изобрели монахи-цистерцианцы. В 1968 году был создан «Профсоюз защиты эпуаса». В 1991 году Эпуас получил исконное контролируемое название (AOC).

## Изготовление
Для приготовления одной головки сыра необходимо два литра молока. В подогретое молоко добавляют немного сычужной закваски, благодаря чему молоко скисает постепенно. Через 16-24 часов образуется калье, которое раскладывают в формы. После того, как стечёт сыворотка, сыр достают из формы, солят и размещают на деревянных решётках для созревания. В первую неделю два-три раза в день корочку отмывают подсоленной водой. После того, как корочка приобретёт красноватый оттенок, в воду добавляют бургундскую водку Marc de Bourgogne. Сыр созревает в течение 5-8 недель.

## Описание
Головки сыра имеют форму диска и бывают двух видов: большие — диаметром 16,5-19 см, высотой 3-4,5 см и весом 700—1100 г; малые — диаметром 9,5-11,5 см, высотой 3-4,5 см и весом 250—350 г. Головка покрыта гладкой и блестящей корочкой, под которой находится нежная мякоть светло-бежевого цвета с необыкновенным запахом. У молодых сыров корочка имеет цвет слоновой кости, у старых — красно-кирпичный.
Эпуас разрезают на четыре части и едят десертной ложкой. К сыру лучше всего подходят лёгкие бургундские вина или чуть сладковатые белые Chablis или Sauternes.